# لوزة نفيرية
اللوزة النفيرية (بالإنجليزية: Tubal tonsil)‏ هي واحدة من مجموعات اللوز الأربعة الرئيسية المجموعة تحت اسم حلقة فالداير اللوزية (بالإنجليزية: Waldeyer's tonsillar ring)‏.

## المجموعات اللوزية
تضم حلقة فالداير اللوزية أربع مجموعات لوزية هي:
1. اللوزتان الحنكيتان.
2. اللوزتان النفيريتان.
3. اللوزة اللسانية.
4. اللوزة الأنفية البلعومية (الزائدة الأنفية).

## موقعها
تقع اللوزة النفيرية خلف فتحة النفير (قناة استاكيوس) على الجدار الجانبي للبلعوم الأنفي.

## التسمية
اللوزة النفيرية قريبة جدا من الحيد النفيري،  ولهذا السبب تُسمى هذا اللوزة أحياناً "لوزة الحيد النفيري" (بالإنجليزية: tonsil of torus tubarius)‏.  وهذا الاسم يساوي الحيد مع لوزته، والبعض يراها تسمية غير صحيحة أو غير دقيقة.